# キア・グラント
グラント（GRANTO、朝: 그랜토）は、亜細亜自動車（現: 起亜自動車）により製造・販売された大型トラックである。本車は亜細亜自動車最後のトラックとなる。

## 初代（1995年 - 2000年）

### グラント（1995年1月 - 2000年8月）
- 1995年1月27日、亜細亜自動車工業が日本の自動車メーカー、日野自動車と技術提携を結び、日野・初代スーパードルフィンプロフィアの車体をベースとして発売。AMトラック（朝鮮語版）の後継車種であり、亜細亜自動車工業の創立30周年を記念して開発された。
- 1996年5月2日、利便性の観点から高級部品を削減し、最高出力を低下させ低価格化したグラントプロを発売。
- 1997年（時期不明）、韓国製トラックとして初めて荷重支持や耐久性に優れるU字型の荷台を架装し、最高出力430馬力を発揮するFY系（8×4）23トンダンプ車を追加発売。
- 1997年2月、エンブレムをASIAからKIAへ変更。
- 1999年6月30日、亜細亜自動車工業が起亜自動車に吸収合併され、起亜商用部門での生産となる。
- 2000年8月、自動車排出ガス規制に適合出来ず、ヒュンダイ・スーパートラック（英語版、朝鮮語版）との競合、日野自動車へのロイヤルティー問題により、後継車種無しで生産終了。また起亜自動車は大型トラック事業をスカニアの韓国法人、スカニア・コリアへ売却した為、大型トラック市場から完全撤退。

## ラインナップ
- カーゴ車
  - FH系（4×2）8トン
  - FS系（6×4）13トン
  - FY系（8×4）19トン
  - 不明（10×4）24トン - 25トン
- ダンプ車/ミキサー車
  - ダンプ車
    - FH系（4×2）
    - FS系（6×4）13.5トン/15トン
    - FY系（8×4）

  - ミキサー車
    - FS系（6×4）15トン
- セミトラクタ
  - SH系（6×4）
  - SS系（6×4）75トン

## オプション
- アンチロック・ブレーキ・システム
- 速度抑制装置
- ブレーキ・ライニング
- 車間距離制御装置
- オートグリス
- チューブ型ブレーキパイプ
- 電気式変速機切替装置
- エアブレーキ